# 北波士頓 (紐約州)
北波士頓（英語：North Boston）是位於美國紐約州伊利縣的普查規定居民點。

## 人口
根據2020年美國人口普查的數據，北波士頓的面積為10.69平方千米，皆為陸地。當地共有人口2529人，而人口密度為每平方千米236.58人。